# Lịch Kurd
Lịch Kurd là một loại lịch được sử dụng ở khu vực Kurdistan của Iraq,  cùng với lịch Hồi giáo và lịch Gregorius.

## Lịch sử
Sự khởi đầu của lịch được đánh dấu bằng Trận Nineveh, một cuộc chinh phục người Assyria của người Media vào năm 612 TCN.

### Tháng
Tên của các tháng thường bắt nguồn từ các sự kiện xã hội trong tháng đó.
| STT | Ngày  | Tên gốc  | Latinh hóa       | Ý nghĩa                                                                   |
| --- | ----- | -------- | ---------------- | ------------------------------------------------------------------------- |
| 1   | 31    | خاکەلێوە | Xakelêwe         |                                                                           |
| 2   | 31    | گوڵان    | Gullan           | Có khả năng bắt nguồn từ từ "Gul" của người Kurd có nghĩa là "hoa".       |
| 3   | 31    | زەردان   | Zerdan/Cozerdan  |                                                                           |
| 4   | 31    | پووشپەڕ  | Puşperr          |                                                                           |
| 5   | 31    | گەلاوێژ  | Gelawêj          | Được đặt tên theo sao Gelawêj (sao Kim) có thể nhìn thấy trong tháng này. |
| 6   | 31    | خەرمانان | Xermanan         | Có khả năng bắt nguồn từ từ "Xerm" của người Kurd có nghĩa là "ấm áp".    |
| 7   | 30    | بەران    | Beran/Razbar     |                                                                           |
| 8   | 30    | گێزان    | Xezan/Khazalawar |                                                                           |
| 9   | 30    | ﺳﺎﺮﺍﻦ    | Saran/Sermawez   |                                                                           |
| 10  | 30    | بەفران   | Befran/Befranbar | Có khả năng bắt nguồn từ từ "Befr" có nghĩa là "tuyết".                   |
| 11  | 30    | ڕێبەندان | Rêbendan         |                                                                           |
| 12  | 29/30 | ڕەشەمە   | Reşeme           |                                                                           |

### Trích dẫn
1. 1 2  Kirmanj, tr. 367–384.
2. ↑  Hirschler 2001, tr. 145–166.
3. 1 2  Rafaat, tr. 488–504.
4. 1 2  Elis, tr. 193.
5. ↑  Leary 2005, tr. 176.
6. ↑  Kirmanj, tr. 372–373.
7. ↑  Roshani 2004.